# Fadwa El Guindi
Fadwa El Guindi (1941) é uma antropóloga egípcia-americana e ex-professora de antropologia na Universidade do Catar. Ela é autora de várias etnografias, incluindo The Myth of Ritual: A Native's Ethnography of Zapotec Life-Crisis Rituals (1986) e By Noon Prayer: The Rhythm of Islam (2008).

## Infância e educação
El Guindi nasceu no Egito. Após graduar-se em 1960 com bacharelado em ciência política pela Universidade Americana do Cairo, ela obteve um doutorado em antropologia em 1972 pela Universidade do Texas em Austin.

## Carreira
El Guindi ocupou cargos como professora catedrática de antropologia na Universidade da Califórnia em Los Angeles de 1972 a 1981, e professora adjunta na Universidade do Sul da Califórnia de 1982 a 2004. Em 2006, tornou-se professora da Universidade do Catar, onde atuou como chefe do departamento de serviços sociais de 2007 a 2010.
El Guindi fez parte do conselho editorial da revista Field Methods e do conselho consultivo internacional de Signs: Journal of Women in Culture and Society.
El Guindi também possui trajetória em obras na comunicação audiovisual como atriz e diretora. Em 1986, ela participou do filme El Sebou': Egyptian Birth Ritual, que foi patrocinado pelo Office of Folklife Programs da Smithsonian Institution. Em 1997, El Guindi co-estrelou como Amsha Bashir, mãe de Julian Bashir, no episódio de Star Trek: Deep Space Nine, intitulado "Doctor Bashir, I Presume?".

## Obras publicadas
- The Myth of Ritual: A Native's Ethnography of Zapotec Life-Crisis Rituals (em inglês). Tucson, Arizona: University of Arizona Press, 1986.
- Veil: Modesty, Privacy, Resistance (em inglês). Berg Publishers. 1999.
- Visual Anthropology: Essential Method and Theory (em inglês). Altamira Press, Walnut Creek, California, 2004.
- By Noon Prayer: The Rhythm of Islam (em inglês). Berg Publishers. 2008.
- "Veiling Infitah with Muslim Ethic: Egypt's Contemporary Islamic Movement" (em inglês). Social Problems 28(4): 465–485 (1981).
- "From Pictorializing to Visual Anthropology". In Handbook of Methods in Cultural Anthropology (em inglês). H. Russell Bernard, editor. Altamira Press, Sage Publications, 459–511, 1998.